# Verpflichtungsgesetz
Das Verpflichtungsgesetz (Gesetz über die förmliche Verpflichtung nichtbeamteter Personen) regelt die Verpflichtung von im staatlichen Auftrag tätigen Privatpersonen. Es wurde als Art. 42 des Einführungsgesetzes zum Strafgesetzbuch (EGStGB) vom 2. März 1974 verabschiedet.
Personen, die keine Amtsträger im Sinne des § 11 Abs. 1 Nr. 2 Strafgesetzbuch sind, sollen auf die gewissenhafte Erfüllung ihrer Obliegenheiten verpflichtet werden, wenn sie erstens bei einer Behörde oder bei einer sonstigen Stelle, die Aufgaben der öffentlichen Verwaltung wahrnimmt, beschäftigt oder für sie tätig ist, zweitens bei einem Verband oder sonstigen Zusammenschluss, einem Betrieb oder Unternehmen, die für eine Behörde oder sonstige Stelle Aufgaben der öffentlichen Verwaltung ausführen, beschäftigt oder für sie tätig ist oder drittens als Sachverständiger öffentlich bestellt ist (§ 1 Abs. 1 Verpflichtungsgesetz).
Die Verpflichtung soll mündlich und mit dem Hinweis auf die strafrechtlichen Folgen vorgenommen werden (§ 1 Abs. 2 Verpflichtungsgesetz). Über die Verpflichtung ist eine Niederschrift anzufertigen, die der Verpflichtete mit unterzeichnet. Er erhält eine Abschrift der Niederschrift, wovon abgesehen werden kann, wenn dies im Interesse der inneren oder äußeren Sicherheit der Bundesrepublik Deutschland geboten ist (§ 1 Abs. 3 Verpflichtungsgesetz).
Die Zuständigkeit für die Verpflichtung bestimmt sich nach § 1 Abs. 4 Verpflichtungsgesetz.
Den Verpflichteten nach § 1 Verpflichtungsgesetz stehen gleich die Verpflichteten nach § 1 der Verordnung gegen Bestechung und Geheimnisverrat nichtbeamteter Personen in der Fassung der Bekanntmachung vom 22. Mai 1943 sowie die zur gewissenhaften Erfüllung ihrer Obliegenheiten verpflichteten Arbeitnehmer im öffentlichen Dienst nach einer tarifrechtlichen Regelung (§ 2 Verpflichtungsgesetz).
V-Leute des Verfassungsschutzes können nach dem Verpflichtungsgesetz förmlich verpflichtet werden.
Die verpflichtete Person unterliegt als für den öffentlichen Dienst besonders Verpflichteter im Sinne des § 11 Abs. 1 Nr. 4 StGB den entsprechenden Strafvorschriften wie dem Verrat von Privatgeheimnissen (§ 203 Abs. 2 Nr. 2), Vorteilsannahme (§ 331 StGB) oder Bestechlichkeit (§ 332 StGB).